# 教育相談
教育相談（きょういくそうだん）とは、児童生徒の学校生活における学習相談、生活相談、進路・就職相談などを包括しての呼び名である。

## 概要
実際には、学業不振、非行、いじめや不登校などから受験まで、子どもや親の悩みや相談に応じることで、担任面談や三者面談などの機会を利用して行われる。教育的カウンセリングの訳語といわれることもあるが、カール・ロジャーズの来談者中心面談法でいうようなカウンセリングを念頭に置くと、教師は聞き役で、自分からああしたら、こうしたらといった提案はしないものであるが、学校現場での教育相談は、ケースによっては積極的に提案をせざるを得ないことも多く、「教育相談」という表現の方がより適切だろう。
また、教員ではうまく対応できないということで、外部のスクールカウンセラー、ソーシャルワーカーが定期的に学校を訪問したり、のように、匿名での電話相談のサービスを行ったり、かなり多様化してきた。

### カウンセリングマインド
教育相談を行う上で大切な考え方・姿勢の一つに、カウンセリングマインドがある。カウンセリングマインドとは、「相手の立場に立って、その人の考えや行動を受容的・共感的に理解し、自主性を尊重しようとする態度のこと」と整理でき、全ての教職員に必要な考え方・姿勢とされる。教職員がカウンセリングマインドを持って接することで、児童生徒は無条件に大切にされていると感じ、安心感・信頼感を持ち、自己開示をしやすくなる。